# Brian Blessed
Brian Blessed (Mexborough, 9 ottobre 1936) è un attore e doppiatore britannico.

## Biografia
Nacque a Mexborough da William Blessed e Hilda Wall. Suo padre, un minatore, morì in un incidente sul lavoro quando Brian aveva 14 anni. Diventato orfano, ha dovuto abbandonare gli studi e svolgere vari lavori. Nonostante i vari lavori (tra cui anche becchino) ha seguito corsi di recitazione e negli anni sessanta è riuscito ad iniziare una carriera cinematografica lavorando nella serie televisiva Z Cars che lo ha portato al successo.
Negli anni seguenti ha lavorato in diverse serie televisive di successo come Survivors, Agente speciale, Il mio amico fantasma, Artù re dei Britanni e Spazio 1999. Inoltre come doppiatore ha partecipato ad alcuni episodi di Peppa Pig e I Griffin. È particolarmente celebre per la sua voce (usata in molti film d'animazione e videogiochi). Ha recitato in numerosi musical, tra cui Cats e Citty Citty Bang Bang.

## Vita privata
In prime nozze ha sposato un'egittologa, che gli ha dato una figlia, Catherine. Il matrimonio è finito col divorzio.
Nel 1978 ha sposato la collega Hildegarde Neil (morta nel 2023), da cui ha avuto la figlia Rosalind Blessed, anch'ella attrice.
L'attore è cintura nera di judo.

## Filmografia parziale

### Cinema
- L'affondamento della Valiant (The Valiant), regia di Roy Ward Baker (1962)
- The Christmas Tree, regia di Jim Clark (1966)
- Till Death Us Do Part, regia di Norman Cohen (1968)
- The Story of Christ, Son of Man, regia di Gareth Davies (1969)
- Lo strano triangolo (Country Dance), regia di J. Lee Thompson (1970)
- L'ultima valle (The Last Valley), regia di James Clavell (1970)
- Le troiane (The Trojan Women), regia di Michael Cacoyannis (1971)
- Tutte le donne del re (Henry VIII and His Six Wives), regia di Waris Hussein (1972)
- L'uomo della Mancha (Man of La Mancha), regia di Arthur Hiller (1972)
- King Arthur, the Young Warlord, regia di Sidney Hayers, Pat Jackson e Peter Sasdy (1975)
- Flash Gordon, regia di Mike Hodges (1980)
- Avventurieri ai confini del mondo (High Road to China), regia di Brian G. Hutton (1983)
- Enrico V (Henry V), regia di Kenneth Branagh (1989)
- Robin Hood - Principe dei ladri (Robin Hood: Prince of Thieves), regia di Kevin Reynolds (1991)
- Waiting for Godot, regia di Samuel Beckett (1991)
- KGB ultimo atto (Back in the U.S.S.R.), regia di Deran Sarafian (1992)
- Molto rumore per nulla (Much Ado About Nothing), regia di Kenneth Branagh (1993)
- Chasing the Deer, regia di Graham Holloway (1994)
- The Bruce, regia di Bob Carruthers e David McWhinnie (1996)
- Hamlet, regia di Kenneth Branagh (1996)
- Macbeth, regia di Jeremy Freeston (1997)
- King Lear, regia di Brian Blessed e Tony Rotherham (1999)
- Day Return, regia di Andrew Walkington - cortometraggio (2000)
- The Mumbo Jumbo, regia di Stephen Cookson (2000)
- Devil's Harvest, regia di James Shanks (2003)
- Alexander, regia di Oliver Stone (2004)
- Una magica notte d'estate (El sueño de una noche de San Juan), regia di Ángel de la Cruz e Manolo Gómez (2005)
- Il giorno dell'ira (Day of Wrath), regia di Adrian Rudomin (2006)
- As You Like It - Come vi piace (As You Like It), regia di Kenneth Branagh (2006)
- The Conclave, regia di Christoph Schrewe (2006)
- Back in Business, regia di Chris Munro (2007)
- Mr. Bojagi, regia di Marco van Belle - cortometraggio (2009)
- Beheading Buddha, regia di Marc John (2010)
- Re-Evolution, regia di Andrew Walkington (2011)
- Santa's Blotto, regia di Patrick Myles - cortometraggio (2012)
- Katherine of Alexandria, regia di Michael Redwood (2014)
- Dragon, regia di Gulliver Moore - cortometraggio (2015)
- Beric the Briton, regia di Bill Heid - cortometraggio (2016)
- The Cat of Bubastes, regia di Bill Heid - cortometraggio (2016)
- The Harklets in 'The Dirty Cinema Screen', regia di Richard Mitchell - cortometraggio (2017)
- Eric and the Barbarian, regia di Ben Mottershead - cortometraggio (2018)
- Robin Hood: The Rebellion, regia di Nicholas Winter (2018)
- Gandidean, regia di Adara Todd - cortometraggio (2019)

### Televisione
- Agente speciale (The Avengers) – serie TV, 2 episodi (1967-1969)
- Il mondo di Shirley (Shirley's World) – serie TV, un episodio (1971)
- Artù re dei Britanni (Arthur of the Britons) – serie TV, 7 episodi (1972-1973)
- Investigatore offresi (Public Eye) – serie TV, un episodio (1973)
- Mio figlio Dominic (Boy Dominic) – serie TV, 13 episodi (1974)
- Spazio 1999 – serie TV, episodio 1x14 (1975)
- The Black Adder – serie TV, 6 episodi (1983)
- Prigionieri dell'onore (Prisoner of Honor), regia di Ken Russell – film TV (1991)

## Doppiaggio

### Film
- Star Wars: Episodio I - La minaccia fantasma (Star Wars: Episode I - The Phantom Menace), regia di George Lucas (1999)
- Tarzan, regia di Chris Buck e Kevin Lima (1999)

### Videogiochi
- Privateer 2: The Darkening (1996)
- Tarzan (1999)
- Kingdom Hearts (2002)
- Warhammer 40.000: Fire Warrior (2003)
- Rome: Total War (2006)
- Viking: Battle for Asgard (2008)
- Invizimals (2009)
- Invizimals: Le creature ombra (2010)
- Invizimals: Le tribù scomparse (2011)
- War of the Roses (2012)
- Invizimals: L'alleanza (2013)
- Invizimals: Il regno scomparso (2013)
- Invizimals: Gli Invincibili (2014)
- Total War: Warhammer II (2017)
- Kingdom Come: Deliverance (2018)
- Call of Duty: Black Ops IIII (2018)
- Evil Genius 2: World Domination (2021)

## Doppiatori italiani
Nelle versioni in italiano delle opere in cui ha recitato, Brian Blessed è stato doppiato da:
- Enzo Tarascio ne L'ultima valle
- Sergio Fiorentini in L'uomo della Mancha
- Dario De Grassi in Artù re dei Britanni
- Gianni Marzocchi in Flash Gordon
- Riccardo Garrone in Avventurieri ai confini del mondo
- Cesare Gelli in Enrico V
- Gianni Musy in Robin Hood - Principe dei ladri
- Paolo Lombardi in Prigionieri dell'onore
- Omero Antonutti in Hamlet
- Vittorio Di Prima in Alexander
- Stefano De Sando in As You Like It - Come vi piace
- Stefano Oppedisano in The Lodge
- Sandro Iovino in Robin Hood - Principe dei ladri (ridoppiaggio)

Da doppiatore è sostituito da:
- Bruno Alessandro in Star Wars: Episodio I - La minaccia fantasma
- Stefano De Sando in Tarzan
- Pasquale Anselmo ne I Maghi - I racconti di Arcadia